# Syzeuctus capensis
Syzeuctus capensis är en stekelart som först beskrevs av Holmgren 1868.  Syzeuctus capensis ingår i släktet Syzeuctus och familjen brokparasitsteklar. Inga underarter finns listade i Catalogue of Life.